# Pseudobagarius leucorhynchus
Pseudobagarius leucorhynchus är en fiskart som först beskrevs av Henry Weed Fowler, 1934.  Pseudobagarius leucorhynchus ingår i släktet Pseudobagarius och familjen Akysidae. IUCN kategoriserar arten globalt som otillräckligt studerad. Inga underarter finns listade i Catalogue of Life.